# Lehoczky Zsuzsa
Lehoczky Zsuzsa (Szeged, 1936. július 18. –) a Nemzet Színésze címmel kitüntetett, Kossuth- és kétszeres Jászai Mari-díjas magyar színművésznő, érdemes és kiváló művész, a Halhatatlanok Társulatának örökös tagja. Nagybátyja Lehotay Árpád (született Lehoczky), első férje Tichy Lajos válogatott labdarúgó, edző volt.

## Életpályája
1949–1956 között a Szegedi Nemzeti Színházban táncosnő volt. 1956–57-ben a kaposvári Csiky Gergely Színházban játszott. 1957–1962 között ismét a Szegedi Nemzeti Színház tagja lett. 1962 óta a Budapesti Operettszínház művésze.
Ének- és tánckészsége, sajátos humora kiválóan érvényesült szubrettszerepekben. Musicalekben és operettekben egyaránt szerepet kapott. 11 évesen (1947) már a Szegedi Nemzeti Színházban játszott, ahol William Shakespeare: Szentivánéji álom című vígjátékában Mustármagot alakította. Emlékezetes alakítást nyújtott Kálmán Imre: Csárdáskirálynő című művében, ahol Cecíliát alakította. Olyan nagy színészekkel játszott együtt, mint például Honthy Hanna, Németh Marika, Feleki Kamill, Latabár Kálmán, Sárdy János és Rátonyi Róbert.
2021. május 11-én választották a nemzet színészévé Törőcsik Mari helyére. A kitüntetést 2021. június 13-án vette át a Rómeó és Júlia előadás után a Nemzeti Színházban Vidnyánszky Attilától.
2021 nyarán bejelentette, hogy visszavonul a színpadtól. 2021. szeptember 27-én a budapesti Operettszínházban a 85. születésnapjára rendezett gálaműsor keretében lépett utoljára színpadra.

## Színházi szerepei
- William Shakespeare: Szentivánéji álom....Mustármag
- Mozart: Figaro házassága....táncos
- Bizet: Carmen....Táncos
- Ifj. Johann Strauss: A denevér....Táncos
- Kacsóh Pongrác: János vitéz....udvari dáma
- Lehár-Rékai: Luxemburg grófja....Carolie; Juliette; Madame Fleury
- Katajev: Bolond vasárnap....Sura
- Török Tamás: Dél keresztje....szobalány
- Niccodemi: Tacskó....Tacskó
- Móricz Zsigmond: Nem élhetek muzsikaszó nélkül....Birike
- Heltai-Liszt-Boduvai-Benkóczy-Gershwin: A nagy nő....Lenke; primadonna
- Armont-Vandenberghe: Fiúk, lányok, kutyák....Estelle
- Schönthan: A szabin nők elrablása....Róza
- Vaszy Viktor: Dankó Pista....Juli
- Viski András: Juvenália (Tihanyi visszhang)....Sári
- Kálmán Imre: Montmartre-i ibolya....Ninon
- Jakobi–Martos: Sybill....Sarah; Charlotte
- Scserbacsov: Dohányon vett kapitány....Glikerija
- Kállai István: Majd a papa....Gabi
- Hervé: Nebáncsvirág....Denise de Flavigny
- Kálmán Imre: Marica grófnő....Liza; Bozena
- Dunajevszkij: Szabad szél...Diabolo Pepita
- Farkas Ferenc: Csínom Palkó....Kati
- Tabi László: Különleges világnap....Kati
- Kaszó Elek-Tóth Miklós–Hajdu Júlia: Füredi komédiások....Málika
- Arbuzov: Irkutszki történet....Zinka
- Miljutyin: Nyugtalan boldogság....Tánja
- Békeffi-Kellér: Szombat délután....Kati
- Madách Imre: Az ember tragédiája....
- Kálmán Imre: Cirkuszhercegnő....Mabel
- Földes Imre: Viktória....Riquette
- Szűcs György: Elveszem a feleségem....Bende Piroska
- Bertolt Brecht: Koldusopera....Lucy
- Chitz Klára: Muzsikus Péter új kalandja....Fuzsitus Pál
- Lehár Ferenc: A mosoly országa....Mi
- Bágya András: Három napig szeretlek....Kati
- Tarbay Ede: Játék a színházban....Gigi
- Cole Porter: Csókolj meg, Katám!....Lois Lane
- Heltai Jenő: Tündérlaki lányok....Sári
- Fényes Szabolcs: Csintalan csillagok....Ági
- Calderón de la Barca: A zalameai bíró....Chispa
- Csiky Gergely: Nagymama....Márta; Szerafin
- Ábrahám Pál: Bál a Savoyban....Daisy Parker; La Tangolita
- Baróti-Garai: Hotel Amerika....Sári
- Loewe: My Fair Lady....Eliza Doolittle
- Hervé: Lili....Lili; Antoine
- Fauquez: Toronyóra lánccal....Bóbita
- Oscar Wilde: Bunbury....Cardew Cecily
- Szinetár-Szenes: Knock out....Mabel
- Selmeczi Elek: Sanzon, este hétkor....
- Kálmán Imre: Csárdáskirálynő....Stázi; Cecília
- Fall: Pompadour....Belotte
- Shakespeare: Lóvátett lovagok....a francia királylány
- Békeffi István: Mit vesztett el, kisasszony?....Klári
- Rejtő Jenő: Tulipán....Márika
- Mikszáth Kálmán: A Noszty fiú esete Tóth Marival....Tóth Mari
- Szirmai Albert: Mágnás Miska....Marcsa; Zsorzsi nagymama
- Martos Ferenc: Gül Baba....Leila
- Gyulai Gaál Ferenc: Rongybaba....Éva
- MacDermot: Veronai fiúk....Júlia
- Lehár Ferenc: Cigányszerelem....Paulette; Berta
- Maleckij–Slawinski–Osiecka: Ő meg ő....Nő
- Simai Kristóf: A szerelemféltők Gyapai Márton, avagy: Feleségféltő gyáva lélek....Magda
- Fényes Szabolcs: Florentin kalap....Clara
- Lehár-Jacobi-Kálmán-Szirmai-Fényes-Ábrahám: Gálaest
- Jacobi Viktor–Martos: Leányvásár....Bessy
- Schubert-Berté: Három a kislány....Grisi
- Tabi László: Halálos szerelem....Mária
- Kander-Ebb: Zorba....özvegy
- Herman: Őrült nők ketrece....Marie Dindon; Barchet asszony
- Eisemann Mihály: Zsákbamacska....Reinerné
- Sondheim: Nyakfelmetsző....Mrs. Lovett
- Offenbach-Strauss-Kálmán-Lehár: Térj vissza hozzánk (tévéműsor,  1983)
- Moldova György: Az ifjú Gárda avagy Ugyan már, Ibolyka!....Barkó Júlia
- Kander: Nercbanda....Ida Dodd
- Eisemann–Szilágyi–Halász–Kristóf: Handa banda....Izabella
- Németh Zoltán: A vöröslámpás ház....Mutter
- Priestley: Váratlan vendég....Sybil
- Szakcsi Lakatos Béla: Dobostorta....Fehérváry Jozefin
- Szigligeti Ede: Liliomfi....
- Simon: A Napsugár fiúk....ápolónő
- Radó Denise: Galambos Erzsi - az első 70 évem....
- Coward: Forgószínpad....Cora Clarke
- Kander-Ebb: Kabaré....Schneider kisasszony
- Barillet-Grédy: A kaktusz virága....Madame Chouchou
- Huszka Jenő: Lili bárónő....Illésházy Agatha grófnő
- Jávori Ferenc: Menyasszonytánc....Majzikné
- Offenbach: Párizsi élet....Quimper Karadek grófnő
- Lehár Ferenc: A víg özvegy....Meglepetés sztár
- Parti Nagy Lajos: Ibusár....Anyuska; Leopold főhercegné
- Verebes István: Remix....Conchita Cortes
- Molnár Ferenc: A doktor úr....Marosiné
- Fényes Szabolcs: Szerdán tavasz lesz....Katinka

## Filmjei

### Játékfilmek

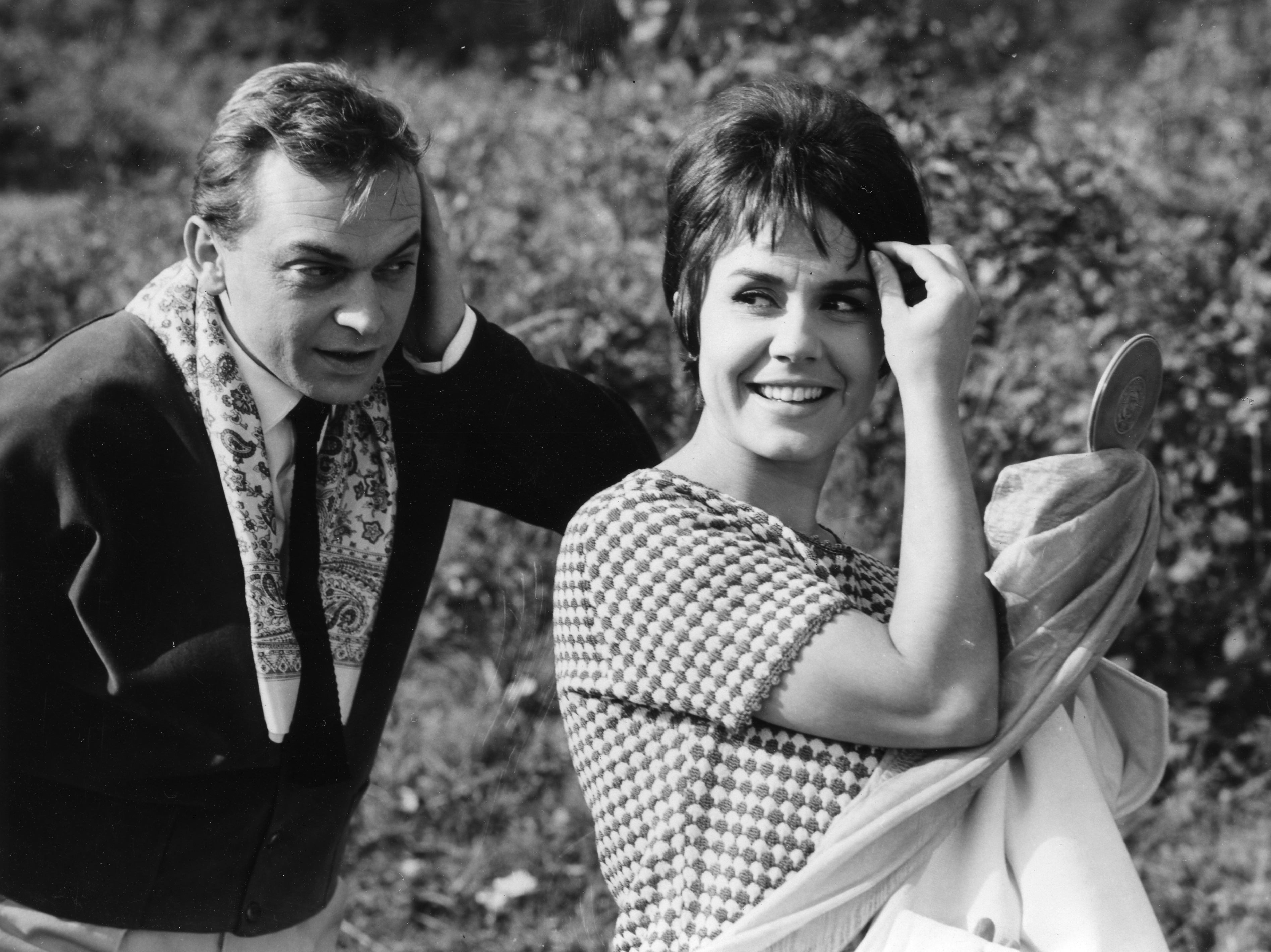
Bodrogi Gyula és Lehoczky Zsuzsa (1964)

- Nyáron egyszerű (1963)
- Fotó Háber (1963)
- Szerencsés flótás (1965)
- Nyári játék (1967)

### Tévéfilmek
- A cigánybáró (1968)
- Elméletileg kifogástalan házasság (1969)
- Tyúkfürösztés (1971)
- Különös vadászat (1973)
- Mozgó fényképek (1974)
- Őfelsége Bözsi (1974)
- Boccaccio (1977)
- Ő meg én (1979)
- Patika (1994–1995)
- Hello, doki! (1996)
- Barátok közt (2000, 2001)
- A tigriscsíkos kutya (2001)
- Pasik! (2002)
- Hóesés a Vízivárosban (2004)
- Szuromberek királyfi (2007)

## Szinkronszerepei
- A hazug lány: Sophie, Juliette húga - Macha Méril

## Díjai, elismerései
- Jászai Mari-díj (1966, 1974)
- Érdemes művész (1981)
- Kiváló művész (1989)
- Déryné-díj (1993)
- A Budapesti Operettszínház örökös tagja (1994)
- A Magyar Köztársasági Érdemrend tisztikeresztje (1995)
- Örökös tag a Halhatatlanok Társulatában (2003)
- Kossuth-díj (2004)
- Kálmán Imre-emlékplakett (2018)
- A Nemzet Színésze (2021)